# Internet in Venezuela
In Venezuela nutzten 2016 etwa 57,9 % der Bevölkerung das Internet, was über dem weltweiten Durchschnitt von 51,7 % liegt. Die Top-Level-Domain von Venezuela ist .ve.